# Melanoseps uzungwensis
Melanoseps uzungwensis là một loài thằn lằn trong họ Scincidae. Loài này được Loveridge mô tả khoa học đầu tiên năm 1942.